# کلسی گریفین
کلسی گریفین (انگلیسی: Kelsey Griffin؛ زادهٔ ۲ ژوئیهٔ ۱۹۸۷) بازیکن بسکتبال اهل ایالات متحده آمریکا است.
وی در مسابقات کشوری و بین‌المللی در مجموع برندهٔ ۱ مدال طلا، ۱ مدال نقره شده‌است.